# Tempa Tsering
Tempa Tsering (Tibet, 15 mei 1950) is een Tibetaans politicus. Sinds augustus 2006 is hij minister voor de Tibetaanse regering in ballingschap, voor het minister van Buitenlandse Zaken. Naast deze functie is hij sinds 2007 de vertegenwoordiger van de veertiende dalai lama Tenzin Gyatso in de Indiase hoofdstad New Delhi.

## Leven
Tempa Tsering groeide op India nadat zijn familie in de jaren vijftig was gevlucht naar ballingschap. Hij ging naar de middelbare school in Kalimpong en behaalde de bachelorgraad het de Madras Christian College in Madras (Chennai). Hij was lid van het centrale uitvoerende comité en later adviseur van het Tibetaans Jeugdcongres.
Sinds 1973 werkt hij als tolk en secretaris voor de Tibetaanse overheid in ballingschap, eerst voor het bureau van de Tibetaanse nederzetting in Bylakuppe. Daarna werkte hij voor het ministerie in ballingschap voor Informatie en Internationale Relaties en het bureau van de dalai lama.
In 2000 werd hij gekozen tot minister (kalön) voor het Ministerie voor Huisvesting. Hij werd gekozen uit een lijst die was samengesteld door de dalai lama en diende tot het regeringseinde van de kashag in 2001. In 2006 werd hij door de Lobsang Tenzin opnieuw genomineerd voor kalön, ditmaal voor het Ministerie van Informatie en Internationale Relaties. Hetzelfde jaar werd hij door het Tibetaans parlement in ballingschap op deze positie benoemd; een jaar later werd hij daarnaast vertegenwoordiger van de dalai lama in New Delhi.